# 詞綴
詞綴（affix）是一種附著在词根或詞幹的构词語素，即合成词内位置固定的規範詞素。词缀属于不能独立使用的构词成分，不能單獨成詞，且其意义并不实在，一般只表示词汇“附加意义”或“语法意义”。
词缀可以是派生变化，如英语的 -ness and pre-；也可以是屈折变化，如英语的複数 -s 和过去式 -ed。

## 依位置分類
根據詞綴和詞幹結合位置的不同，可分為不同的詞綴。前綴和後綴在語言中較常見，中綴和環綴較少見，因为他们在歐洲語言中并不重要。其他的词缀罕见。 
| 詞綴            | 範例                                                                  | 模式                     | 描述                                                   |
| --------------- | --------------------------------------------------------------------- | ------------------------ | ------------------------------------------------------ |
| 前綴 prefix     | undo 反戰                                                             | 前綴-詞幹                | 出現在詞幹之前                                         |
| 後綴 suffix     | looking 吃了                                                          | 詞幹-後綴                | 出現在詞幹之後                                         |
| 中綴 infix      | saxomaphone 吃過飯                                                    | 詞干<中綴>词干           | 出現在詞幹之中，常見於婆羅洲-菲律賓語系 或南島語系裡。 |
| 環綴 circumfix  | ascattered                                                            | 環綴>詞幹<環綴           | 一部分出現在詞幹前，另一部分出現在詞幹後               |
| 間綴 interfix   | speedometer                                                           | 詞幹a-间缀-詞幹b         | 連結兩個詞幹使成為複合字                               |
| 複綴 duplifix   | moneyshmoney看一看                                                    | 詞幹~複缀                | 複製一部分的詞幹，可出現在前、中、後的位置             |
| 插綴 transfix   | 馬爾他語： kiteb （他寫）、詞根ktb（寫） 一清二楚、三不五時、七零八落 | 詞幹<插缀>詞幹<插缀>詞幹 | 非連續性的詞綴穿插在單一詞幹之中                       |
| 屈折綴 simulfix | mouse → mice                                                          | 词幹內部屈折變化         | 改變詞幹的一部分                                       |
| 變調綴 suprafix | product（名詞） produce（動詞）                                       | 詞幹語音的聲調或重音變化 | 改變音素的音韻性質                                     |
| 減綴 disfix     | 阿拉巴馬語：tipli（打破） 詞根tipasli（破）                           | 詞幹一部分刪減           | 一部分的詞幹省略                                       |

前缀和后缀统称为外缀（adfix），与内缀（infix）相对。
在用於雙語間轉譯的逐字對照注釋中，简单的词缀如外缀會用「-」与词干分开；打断词干或不连续的词缀用「<>」表示；複缀用「~」标记；不能分开的词缀用「\」。

## 依功能性分類
不同語言各有不同的語法,使用詞綴的方式也不盡相同,以下是英語與漢語的詞綴用法
英語詞綴（affix）根據語法功能、特性，可區分為：
- derivational affix[3]（派生詞綴）：會造成詞性以及語意變化，產生一個詞性不同的新詞。例如，「run」的詞性是動詞，在之後加上「er」變成「runner」，詞性變為名詞，意思也略有轉變，「er」在此就是派生詞綴。
- inflectional affix（屈折詞綴）：只會改變一詞的文法特性，並不改其語意。例如，在「run」之後加上「ing」成為「running」，表示進行中的概念（ing後亦有引申用來表示持續、未完成等等概念的用法），「ing」在此就是屈折詞綴。

漢語詞綴根據語法功能、特性，可區分為：
- word-formation affix[4]（構詞詞綴、詞變詞綴）：會造成詞性以及語意變化，產生一個詞性不同的新詞。例如，「跑」的詞性是動詞，在之後加上「者」變成「跑者」，詞性變為名詞，意思也略有轉變，「者」在此就是構詞詞綴。
- Grammatical affix（語法詞綴）：只會改變一詞的文法特性，並不改其語義。例如，在「跑」之後加上「著」成為「跑著」，[可疑]表示持續進行的概念(「著」後來亦有引申用來表示狀態持續存在等概念的用法)，「著」在此就是語法詞綴。

## 外部連結
- Comprehensive and searchable affix dictionary reference （页面存档备份，存于）